# سیر زمانی تاریخ فرگشتی حیات
سیر زمانی تاریخ فرگشتی حیات نمایان‌گر تئوریهای علمی معاصری است که نکات مهم رویدادهای کلان در طول توسعه حیات بر سیاره زمین را شرح می دهند.

## انقراض

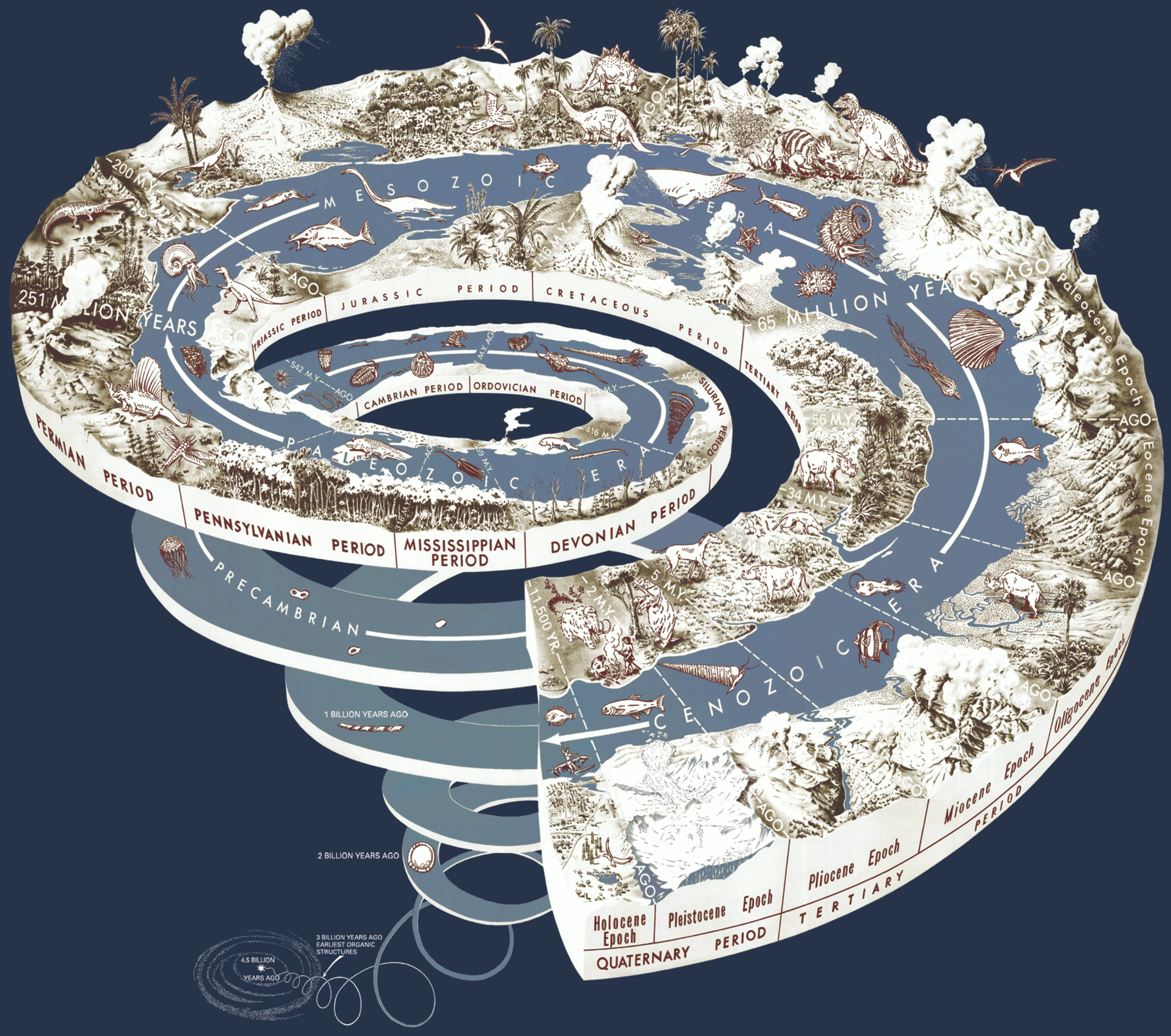
بازنمایی بصری تاریخ حیات بر زمین به صورت یک مارپیچ

از آنجا که محیط‌ها به طور مداوم تغییر می‌کنند، ارگانیسم‌ها بر سر وضع خوشایند محیطی رقابت می‌کنند، و جهش‌های ژنتیکی منجر به ظهور گونه‌های جدید از گونه‌های قدیمی‌تری می‌شود، گونه‌ها منقرض می‌شوند.

## سیر زمانی مشروح

### ابردوران پیشازیستی

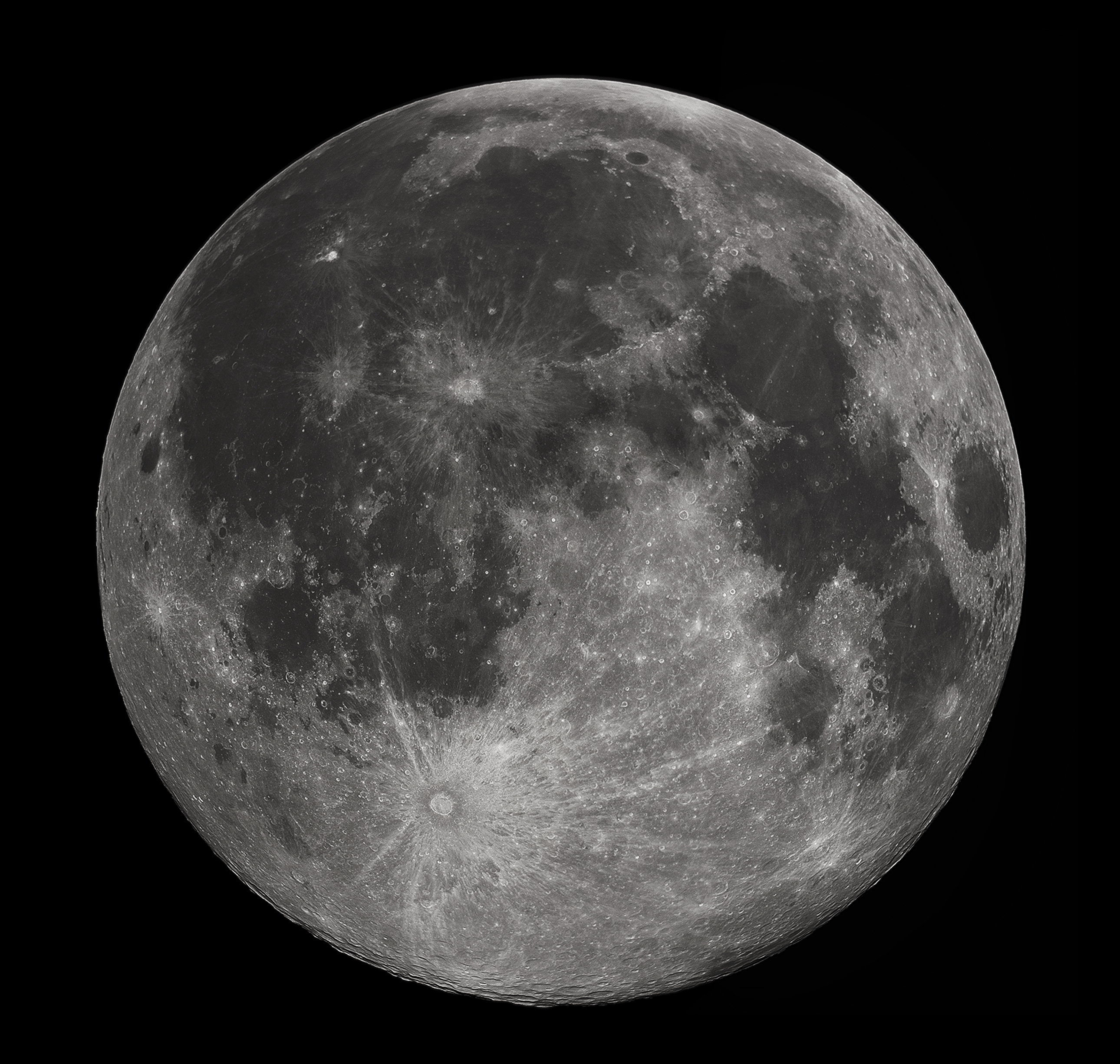
ماه

۴۰۰۰ میلیون سال پیش و قبل تر
| تاریخ               | رویداد |
| ------------------- | --- |
| ۴۶۰۰ میلیون سال پیش | سیاره زمین به شکل یک قرص برافزایشی در می‌آید که به دور خورشید جوان می‌گردد، به همراه ترکیبات ارگانیک (مولکول‌های ارگانیک پیچیده) که برای حیات ضروری هستند. |
| ۴۵۰۰ میلیون سال پیش | شکل گیری ماه |
| ۴۴۰۴ میلیون سال پیش | ظهور آب مایع برای اولین بار بر روی زمین. |
| ۴۲۸۰ میلیون سال پیش | نخستین ظهور ممکن حیات بر روی زمین. |

### ابردوران نخست‌زیستی
۴۰۰۰ تا ۲۵۰۰ میلیون سال پیش

### ابردوران پیشین‌زیستی
۲۵۰۰ تا ۵۴۲ میلیون سال پیش

### ابردوران پیدازیستی
۵۴۲ میلیون سال پیش تا امروز

#### دوران دیرینه‌زیستی
۵۴۲ تا ۲۵۱.۰ میلیون سال پیش

#### دوران میانه‌زیستی
۲۵‍۱.۴ تا ۶۶ میلیون سال پیش

#### دوران نوزیستی
۶۶ میلیون سال پیش تا امروز